# Día de la Lengua China en las Naciones Unidas
El Día de la Lengua China en las Naciones Unidas es una jornada que se celebra anualmente el 20 de abril desde 2010, fue establecida por el Departamento de Información Pública de la ONU el 19 de febrero de ese mismo año.

## Proclamación
Con motivo del Día Internacional de la Lengua Materna, celebrado el 21 de febrero, el Departamento de Información Pública de las Naciones Unidas anunció el 19 de febrero de 2010 el lanzamiento de los Días de las Lenguas en las Naciones Unidas.  El multilingüismo en la Organización de las Naciones Unidas (ONU) es un reflejo de su compromiso con la inclusión, el respeto por la diversidad cultural y la promoción de la comprensión mutua entre los pueblos de diferentes regiones lingüísticas. La ONU reconoce seis idiomas oficiales: árabe (18 de diciembre), chino (20 de abril), inglés (23 de abril), francés (20 de marzo), ruso (6 de junio) y español (23 de abril), con el objetivo de promover su uso igualitario en todas las operaciones de la organización. Esta política multilingüe no solo facilita la comunicación efectiva y la participación de todos los Estados miembros, sino que también sirve como un instrumento para preservar y celebrar la rica diversidad lingüística y cultural del mundo.

## Celebración
La elección del 20 de abril como el Día del Idioma Chino se debe a Guyu (Lluvia de Mijo), que es el sexto de los 24 términos solares en los calendarios tradicionales del este asiático. Este día se seleccionó para rendir homenaje a Cangjie, una figura histórica de gran importancia en la antigua China, conocido por ser el historiador oficial del Emperador Amarillo y el inventor de los caracteres chinos. La leyenda cuenta que Cangjie tenía cuatro ojos y cuatro pupilas y que, al inventar los caracteres, las deidades y fantasmas lloraron y el cielo llovió mijo. Desde entonces, el pueblo chino celebra el día de Guyu en honor a Cangjie, que generalmente comienza alrededor del 20 de abril según el calendario gregoriano. Su primera celebración tuvo lugar el 12 de noviembre de 2010, Sin embargo, en 2011 la fecha de celebración se cambió definitivamente al 20 de abril.
El chino fue establecido como idioma oficial de la ONU en 1946, pero su uso no fue común en los trabajos de la organización hasta la restauración de los derechos legales de la República Popular China en las Naciones Unidas en 1971. En 1973, la Asamblea General incluyó al chino como un idioma de trabajo, seguido por el Consejo de Seguridad en 1974, incrementando su uso en la organización.